# Zalójnoie
Zalójnoie (en rus: Заложное) és un poble de l'óblast de Kurgan, a Rússia, que en el cens del 2010 tenia 121 habitants.